# Edgar Morin
Edgar Morin, pseudônimo de Edgar Nahoum (Paris, 8 de julho de 1921), é um antropólogo, sociólogo e filósofo francês judeu de origem sefardita.
Pesquisador emérito do CNRS (Centre National de la Recherche Scientifique). Formado em Direito, História e Geografia, realizou estudos em Filosofia, Sociologia e Epistemologia. Autor de mais de trinta livros, entre eles: O método (6 volumes), Introdução ao pensamento complexo, Ciência com consciência e Os sete saberes necessários para a educação do futuro.
Durante a Segunda Guerra Mundial, participou da Resistência Francesa.
É considerado um dos principais pensadores contemporâneos e um dos principais teóricos do campo de estudos da complexidade, que inclui perspectivas anglo-saxônicas e latinas. Sua abordagem é conhecida como "pensamento complexo" ou "paradigma da complexidade". Morin não se identifica como "teórico da complexidade" nem pretende limitar seus estudos às chamadas "ciências da complexidade". Ele distingue entre perspectivas restritas, limitadas, e amplas ou generalizadas da complexidade (MORIN, 2005).

## Biografia

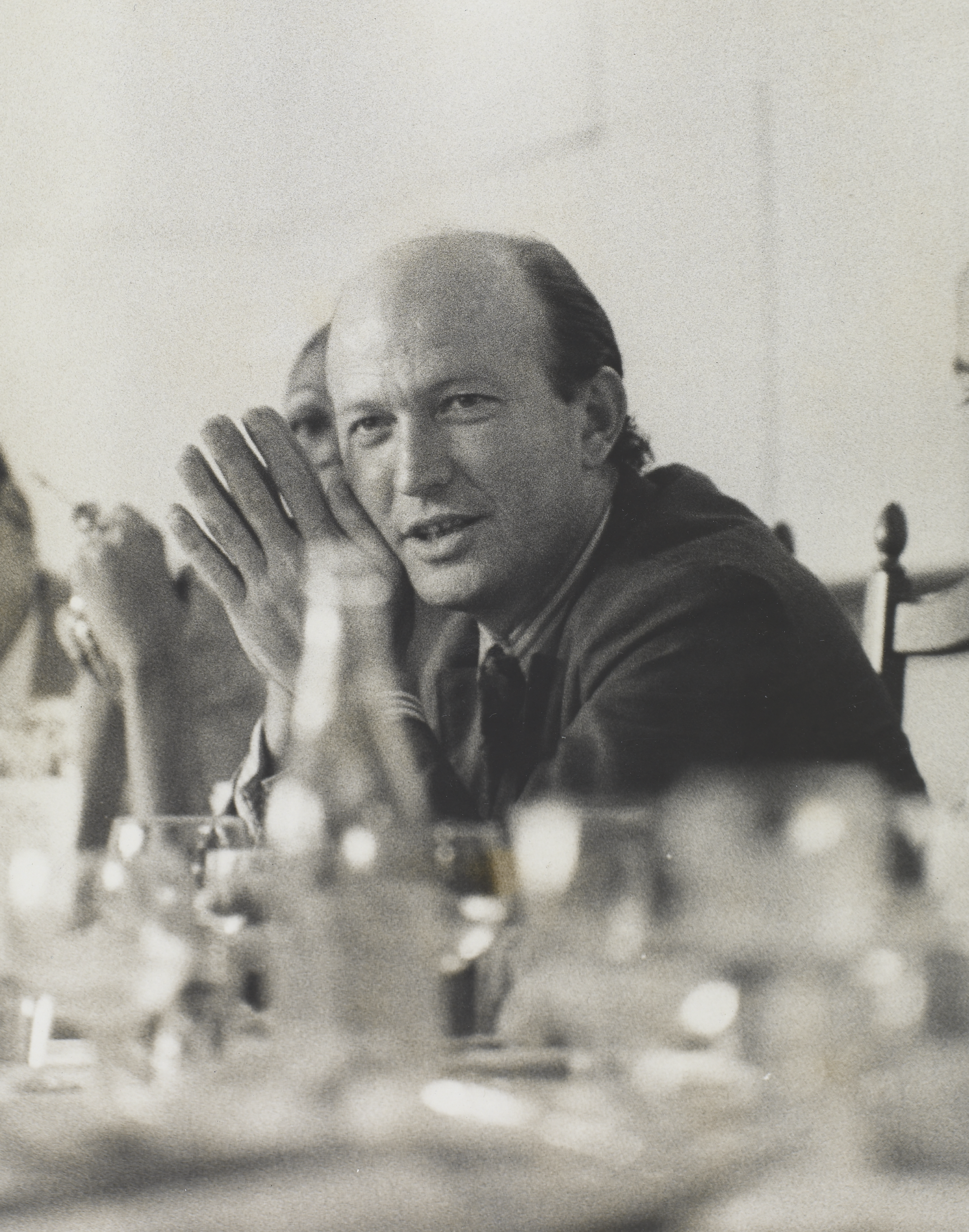
Edgar Morin na Casa da Suíça, Brasil

Nascido em Paris, filho único de uma família judia sefardita, seu pai, Vidal Nahoum, era um comerciante originário de Salônica. Sua mãe, Luna Beressi, faleceu quando ele tinha 10 anos. Ateu declarado, descreve-se como um neo-marrano. Estudou direito, história, filosofia, sociologia e economia. Em 1942, obteve a licenciatura em direito e em história e geografia.
Em 1941, adere ao Partido Comunista, «num momento em que se sentia, pela primeira vez, que uma força poderia resistir à Alemanha nazista».
Entre 1942 e 1944, participou da Resistência, como tenente das forças combatentes francesas, adotando o codinome Morin, que conservaria dali em diante.
Durante a Liberação, é transferido para a Alemanha ocupada, como adido ao Estado Maior do Primeiro Exército Francês na Alemanha, em 1945, e, em 1946, como chefe do departamento de propaganda do governo militar francês. Nessa época, escreve seu primeiro livro, L'An zéro de l’Allemagne ("O Ano Zero na Alemanha"), publicado em 1946, no qual descreve a situação do povo alemão no pós-guerra. O livro foi muito apreciado por Maurice Thorez, que o convida a escrever para a revista Lettres françaises.
A partir de 1949, distancia-se do Partido Comunista, do qual será excluído em 1951, por suas posições antistalinistas.
Aconselhado por Georges Friedmann, que conheceu durante a  ocupação alemã, e com o apoio de Maurice Merleau-Ponty, de Vladimir Jankélévitch e de Pierre George, entra para o CNRS em 1950. Começa a escrever L'Homme et la Mort ("O Homem e a Morte"), lançado em 1951.
Em 1955, coordena um comitê contra a guerra da Argélia e defende particularmente Messali Hadj, pioneiro da luta anticolonial e um dos próceres da independência da Argélia.
Em 1960, funda, na École des hautes études en sciences sociales (EHESS), o Centro de estudos de comunicação de massa (CECMAS), com Georges Friedmann e Roland Barthes, com a intenção de adotar uma abordagem transdisciplinar do tema, e cria a revista Communications. Morin é também fundador da revista Arguments (1957-1963).
Nomeado diretor de pesquisa do CNRS em 1970, será também, entre 1973 e 1989, um dos diretores do Centro de estudos transdisciplinares da EHESS, sucessor do CECMAS.
A 30 de março de 2000, foi agraciado com o grau de Grã-Cruz da Ordem Militar de Sant'Iago da Espada, de Portugal. A 2 de setembro de 2023, foi agraciado com o grau de Grã-Cruz da Ordem do Infante D. Henrique, de Portugal.

## Edgar Morin e o conflito israelo-palestino
Em 4 de junho de 2002, Edgar Morin publicou no jornal Le Monde, com Sami Naïr, professor da Universidade de Paris VIII e ex-membro do Parlamento Europeu e Danièle Sallenave, jornalista e ex-professora da Universidade de Paris X - Nanterre, um artigo intitulado Israël-Palestine: le cancer ("Israel-Palestina: o câncer"). Segundo o artigo "o câncer israelo-palestino se formou, alimentando-se, por um lado, da angústia histórica de um povo perseguido no passado e de sua  insegurança geográfica; por outro, da infelicidade de um povo perseguido no seu presente e privado de direitos políticos".

O artigo critica o unilateralismo da visão israelense. 
"É a consciência de ter sido vítima que permite a Israel tornar-se opressor do povo palestino. A Shoah, que singulariza o destino vitimário judeu e banaliza todos os outros (do Gulag, dos ciganos, dos africanos escravizados, dos índios das Américas), torna-se a legitimação de um colonialismo, de um apartheid e de uma guetificação para os  palestinos."
Acrescenta que
"Os judeus de Israel, descendentes das vítimas de um apartheid denominado ghetto, guetificam os palestinos. Os judeus que foram humilhados, desprezados, perseguidos, humilham, desprezam e perseguem os palestinos. Os judeus, que foram vítimas de uma ordem impiedosa, impõem sua ordem impiedosa aos palestinos. Os judeus, vítimas da desumanidade, mostram uma terrível desumanidade." 
O artigo valeu aos seus autores um processo por difamação racial e apologia de atos de terrorismo movido pela Associação França-Israel. O processo provocou protestos, inclusive de outras entidades judaicas. Afinal, o filósofo acabou sendo inocentado pela Corte de Cassação, a mais alta instância judiciária francesa.

## Pensamento
A principal obra de Edgar Morin é a constituída por seis volumes, "La Méthode" (em português, O Método). Foi escrita durante três décadas e meia. Trata-se de uma das maiores obras de epistemologia disponível. Morin inicia os primeiros escritos de "La Méthode" em 1973, com a publicação do livro "O Paradigma Perdido: a Natureza Humana", uma transformação epistemológica por questionar o fechamento ideológico e paradigmático das ciências, além de apresentar uma alternativa à concepção de "paradigma" encontrada em Thomas Kuhn. Seu primeiro livro traduzido para o português é O cinema ou o homem imaginário, em 1958.

### Os sete saberes necessários
Morin afirma que diante dos problemas complexos que as sociedades contemporâneas hoje enfrentam, apenas estudos de caráter inter-poli-transdisciplinar poderiam resultar em análises satisfatórias de tais complexidades:
"Afinal, de que serviriam todos os saberes parciais senão para formar uma configuração que responda a nossas expectativas, nossos desejos, nossas interrogações cognitivas?.” 
No livro Os sete saberes necessários à educação do futuro, Morin apresenta o que ele mesmo chama de inspirações para o educador ou os saberes necessários a uma boa prática educacional.

## O pensamento complexo
Complexo vem do Latim complexus, que quer dizer “aquilo que é tecido em conjunto”. Segundo o próprio Morin, nós somos:
Homo (gênero) Homo sapiens sapiens
Edgar Morin diz que é sistemático demais possuirmos um sapiens ou dois, em nossa autodenominação; é preciso acrescentar um demens, ficando: Homo sapiens sapiens demens, o que mostra o quanto somos descomedidos, loucos. Todo homem é duplo: ao mesmo tempo que é racional apresenta certa demência.
Na busca do verdadeiro pensamento complexo de Morin, esbarramos no entendimento de outros conceitos, entre eles, é o de operadores de complexidade:
- Operador dialógico que é diferente de operador dialético
- Operador recursivo
- Operador hologramático

O operador dialógico envolve o entrelaçar coisas que aparentemente estão separadas:
Exemplos:
- Razão e emoção
- Sensível e inteligível
- O real e o imaginário
- A razão e os mitos
- A ciência e a arte

Trata-se da não existência de uma síntese. Tudo isto consiste no chamado dialogizar.
O operador recursivo, trata principalmente do fato de que sempre aprendemos que uma causa A produz um efeito B. Na recursividade a causa produz um efeito, que por sua vez produz uma causa.
Exemplo: Somos produto de uma união biológica, entre um homem e uma mulher e por nossa vez seremos geradores de outras uniões.
O operador hologramático, trata de situações em que você não consiga separar a parte do todo. A parte está no todo, assim como o todo está na parte. Esses três operadores são as bases do pensamento complexo. Em resumo temos:
- Juntar coisas que estavam separadas
- Fazer circular o efeito sobre a causa
- Ideia de totalidade: Não dissociar a parte do todo. O todo está na parte assim como a parte está no todo.

Com esses três operadores, você criará a noção de totalidade, mas ao mesmo tempo, criará uma concepção de que a simples soma das partes não leva a esse total. A totalidade (no pensamento complexo), é mais do que a soma das partes e simultaneamente menos que a soma das partes.
Nós somos considerados seres que:
- Falam;
- Fabricam seus próprios instrumentos;
- Simbólicos, pois criamos nossos símbolos, nossos mitos, e nossas mentiras.

O pensamento complexo afirma também que, além disso, somos complexos. Isto porque estamos inscritos numa longa ordem biológica e porque somos produtores de cultura. Logo, somos 100% natureza e 100% cultura. O conhecimento complexo não está limitado à ciência, pois há na literatura, na poesia, nas artes, um profundo conhecimento. Todas as grandes obras de arte possuem um profundo pensamento sobre a vida. Segundo o próprio Morin, devemos romper com a noção de que devemos ter as artes de um lado e o pensamento científico do outro.

## Tetragrama organizacional
Qualquer atividade de seres vivos é guiada por uma tetralogia. Envolve relações de:
- Ordem;
- Desordem;
- Interação;
- (re)Organização.

Isto é o tetrálogo organizacional.
Unindo este tetragrama aos operadores de complexidade, temos as bases do pensamento complexo.
Diz Marx: “Qualquer reforma do ensino e da educação começa com a reforma dos educadores.” Esta é uma das citações mais utilizadas por Morin quando trata da questão do pensamento complexo e da reforma dos educadores no processo de criação de uma nova educação. A razão cartesiana impôs um paradigma. Ela nos ensinou a separar a razão da des-razão. Temos que religar tudo o que a ciência cartesiana separou, segundo Morin.